# DopeAdope
dopeⒶdopeとは、2015年に旗揚げされた5人組演劇ユニットである。それぞれ30-DELUX・ルドビコ★・ホチキス・少年社中・ツラヌキ怪賊団・森の太郎という劇団に所属・あるいは主催する30代のメンバーで構成されている。
積み重ねたキャリアと、演劇への惜しみない情熱を注ぎこみ、「かっこいいおバカさん」をコンセプトに活動している。

## 概要
2015年3月、もりたろレジェンドライブ「Vampire game」にて結成を発表。メンバー全員で行う Step公演、4人または3人が集まって行う side step公演、イベントである Festival に分かれている。

## メンバー

### 俳優
- 森大 [リーダー](30-DELUX、森の太郎)
- 林修司 (ルドビコ★)
- 山﨑雅志 (ホチキス)
- 長谷川太郎 (少年社中、森の太郎)
- ウチクリ内倉 (ツラヌキ怪賊団)

### 劇作家
- 広瀬格(DART'S 、smorkers)

### 準メンバー
- 髙木俊

## 公演

### step公演
- step.1 ギャングスターター (2015年5月26日-31日、サンモールスタジオ)
- step.2 コンダクター (2016年4月2日-10日、サンモールスタジオ)
- step.3 スーパーノバ (2018年11月28日-12月9日、池袋シアターグリーン base theater)
- step.4 ドープアウト (2019年10月30日-11月4日、池袋シアターKASSAI)
- step.5 サマーキーパー (2020年7月22日-8月2日、サンモールスタジオ)
- step.6 フェイクキラーズ (2022年7月7日-7月11日、サンモールスタジオ)

### side step公演
- side step.1 フェイクキラーズ (2015年11月10日-15日、ギャラリー・ルデコ 4F) 
  - 参加メンバー：林修司、山﨑雅志、長谷川太郎、ウチクリ内倉
- side step.2 プリズンロッカー (2017年2月15日-19日、サンモールスタジオ)
  - 参加メンバー：森大(17~19のみ)、林修司、山﨑雅志、長谷川太郎、ウチクリ内倉
- side step.3 レフトオーバーズ (2017年4月12日-16日、中野ザポケット)
  - 参加メンバー：山﨑雅志、長谷川太郎、ウチクリ内倉

- side step.4 ミスターボナンザ (2017年11月10日-14日、サンモールスタジオ)
  - 参加メンバー：森大、林修司、長谷川太郎、ウチクリ内倉

### イベント
- dopeⒶdope summer festival!!! 2015 (2015年8月8日、ワロップ放送局3F WAROSスタジオ)
- dopeⒶdope spring festival!!!! 2016 [コンダクター]イベントステージ (2016年4月8日、サンモールスタジオ)
- dopeⒶdope summer festival!!!!!  2016 (2016年8月11日、ワロップ放送局3F WAROSスタジオ)
- dopeⒶdope autumn festival!!!!! 2016 (2016年11月11日-13日、ホボホボ)
- dopeⒶdope Winter Festival!!!!!2017 [プリズンロッカー]イベントステージ(2017年2月17日、サンモールスタジオ)
- dopeⒶdope spring "TALK" festival!!!!! 2018 (2018年5月10日、ホボホボ)
- dopeⒶdope winter festival!!!!! 2018 [スーパーノバ]イベントステージ(2018年12月5日、池袋シアターグリーン base theater)